# 5618 (année hébraïque)
5618 (hébreu : ה'תרי"ח , abbr. : תרי"ח) est une année hébraïque qui a commencé à la veille au soir du 19 septembre 1857 et s'est finie le 8 septembre 1858. Cette année a compté 355 jours. Ce fut une année simple dans le cycle métonique, avec un seul mois de Adar. Ce fut la quatrième année depuis la dernière année de chemitta.

## Calendrier
Ce calendrier hébraïque de l'année 5618 donne les correspondances avec les dates du calendrier grégorien.
Le premier nombre dans chaque case correspond au jour du mois hébraïque. Les jours en couleurs sont des jours remarquables juifs .
| ◄◄ | 5618 | ►► |

## Décès
5613 - 5614 - 5615 - 5616 - 5617 - 5618 - 5619 - 5620 - 5621 - 5622 - 5623